# Rosina
Rosina je priimek več znanih Slovencev:
- Adolf Rosina, učitelj
- Aleš Rosina (1937—2010), gospodarski pravnik
- Alenka Rosina (Alenka Šelih) (*1933), pravnica, univ. profesorica, akademikinja
- Andrej Rosina (1931—2025), metalurg, univ. prof.
- Arjana Žitnik (r. Rosina) (*1966), matematičarka, univ. prof.
- Boris Rosina (*1943), novinar, urednik, cineast
- Fran(jo) Rosina (1863—1924), pravnik, odvetnik, bančnik, politik, narodni delavec
- Igor Rosina (1900—1969), pravnik in publicist, kulturni politik
- Jožef Rosina (1810—1889), pravnik in narodni delavec
- Mira Rosina (?—1994), zdravnica, prim.
- Mitja Rosina (*1935), fizik, univerzitetni profesor
- Sonja Rosina (por. Lajovic) (*1968), ??